# Пластид-4
Пластид-4 (Пластит-4, Пластід-4, Пластіт-4, ПВВ-4) — пластична бризантна вибухова речовина нормальної потужності. Є сумішшю 80% гексогену і 20% пластифікатору. Пластифікатор складається з 25% кальцинованого мила і 75% мінерального масла.

## Фізичні властивості
Є однорідною тістоподібною масою світло-кремового кольору щільністю 1,4 г/см³. Поступає у війська у вигляді брикетів розміром 70×70×145мм, вагою 1 кг, обгорнутих папером. Негігроскопічний, у воді не розчиняється, легко деформується зусиллям рук (пластичність зберігається у діапазоні температур -30 °C +50 °C), не липкий.
Мало чутливий до ударів, тертя, тепла. Горить без детонації. При прострілі кулею, як правило, не детонує. Не взаємодіє з металами. Детонує від капсуля-детонатора.
| Густина, г/см³                               | 1,4  |
| Температура спалахування, °С                 | 230  |
| Швидкість детонації, м/с                     | 7000 |
| Тротиловий еквівалент                        | 0,92 |
| Фугасність, см³                              | 290  |
| Бризантність за Гесом, мм                    | 20   |
| Чутливість до удару за стандартною пробою, % | 20   |
| Чутливість до тертя з піском, кгс/см²        | 1665 |
| Чутливість до тертя без піску, кгс/см²       | 3000 |
| Об'єм продуктів вибуху, м³/кг                | 0,82 |